# Zona Antarctică Franceză

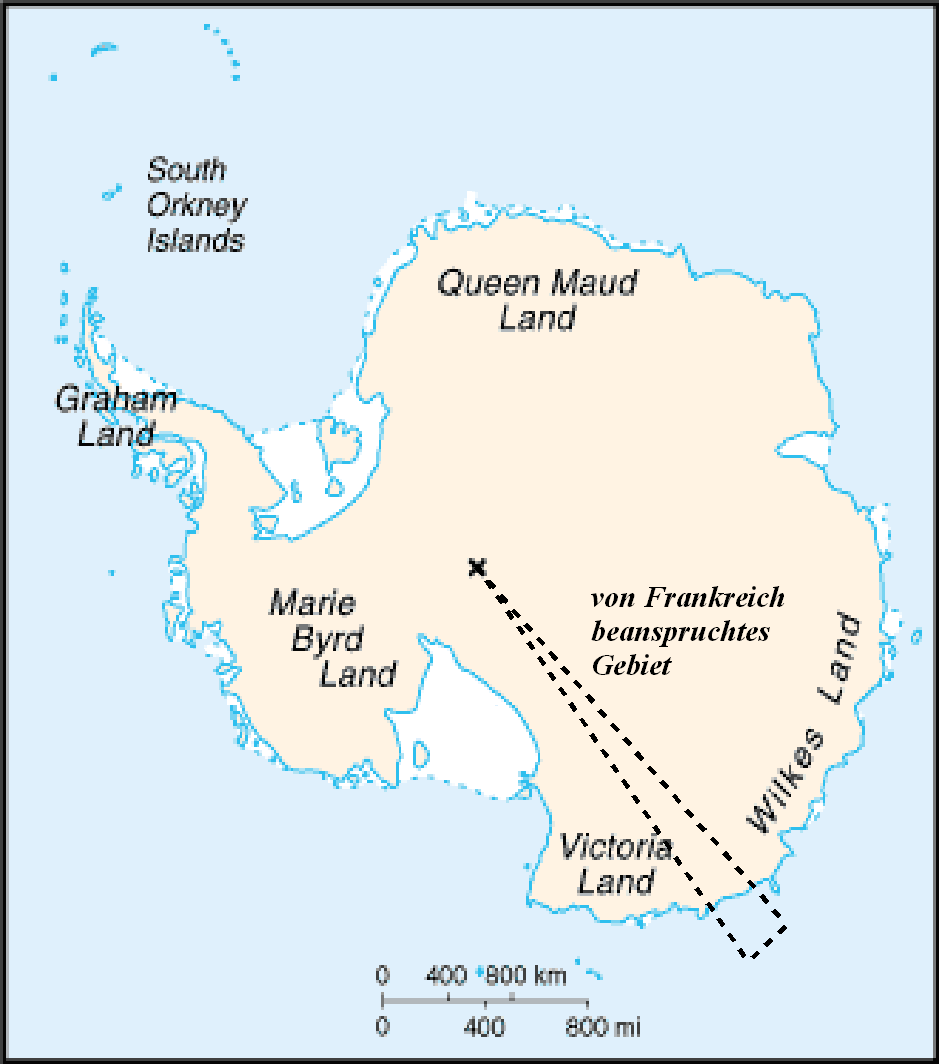
Harta Teritoriului Adélie

Teritoriul Adélie (franceză Terre Adélie) este un teritoriu în Antarctica situat între punctul Pourquoi Pas aflat la coordonatele 66°12′S 136°11′E / 66.200°S 136.183°E și punctul Alden situat la coordonatele 66°48′S 142°02′E / 66.800°S 142.033°E, cu o lungime a țărmului de 350 km, în interior teritoriul extinzându-se 2.600 km spre Polul Sud pentru o suprafață totală de 432.000km². 
Administrativ este unul dintre districtele Teritoriilor australe și antarctice franceze. În urma semnării Atratatului Antarcticii în 1959, Franța își exercită suveranitatea asupra teritoriului în contextul tratatului. În 1991, tratatul a fost completat prin Protocolul de la Madrid asupra protejării mediului, ceea ce face din continentul Antarctic o "rezervație naturală consacrată păcii și științei". Conform Tratatului Antarcticii, Franța nu dispune de o Zonă Economică Exclusivă în largul coastelor teritoriului.
Teritoriul se învecinează la est și la vest cu Teritoriul Antarctic Australian. Coasta acestuia a fost descoperită de navigatorul francez Jules Sébastien César Dumont d'Urville în 1837 și l-a denumit după soția sa, Adélie. Polul Sud Magnetic, a cărui poziție variază odată cu câmpul magnetic terestru, se află în proximitatea Teritoriului Adélie. Climatul este caracteristic Antarcticii, cu temperaturi foarte joase și furtuni foarte violente. Dintre speciile animale ce se găsesc în cadrul teritoriului, cele mai importante sunt Pinguinii Imperiali și Pinguinii Adélie.
Din 12 ianuarie 1956 Franța deține o bază permanentă, Stațiunea Dumont d'Urville, situată la coordonatele 66°40′S 140°01′E / 66.667°S 140.017°E, cu o populație permanentă de 33, care crește până la 78 în perioada verilor antarctice. 